# Церковь Мадлен
Церковь Мадлен (фр. l'église de la Madeleine, церковь Святой Марии Магдалины) — католический храм в 8-м округе Парижа, на одноимённой площади, замыкающей перспективу Королевской улицы, завершающейся с противоположной стороны площадью Согласия. В отличие от колоннад площади Согласия более раннего времени, церковь Мадлен представляет собой характерный памятник архитектуры французского ампира.

## Описание
Тип церкви — греческий периптер; прототипом послужил псевдопериптер римского типа: Мезон Карре в Ниме:
- в длину — 108 м;
- в ширину — 43 м;
- по периметру церкви установлены 52 колонны коринфского ордера;
- высота каждой колонны 19,5 м.

## История

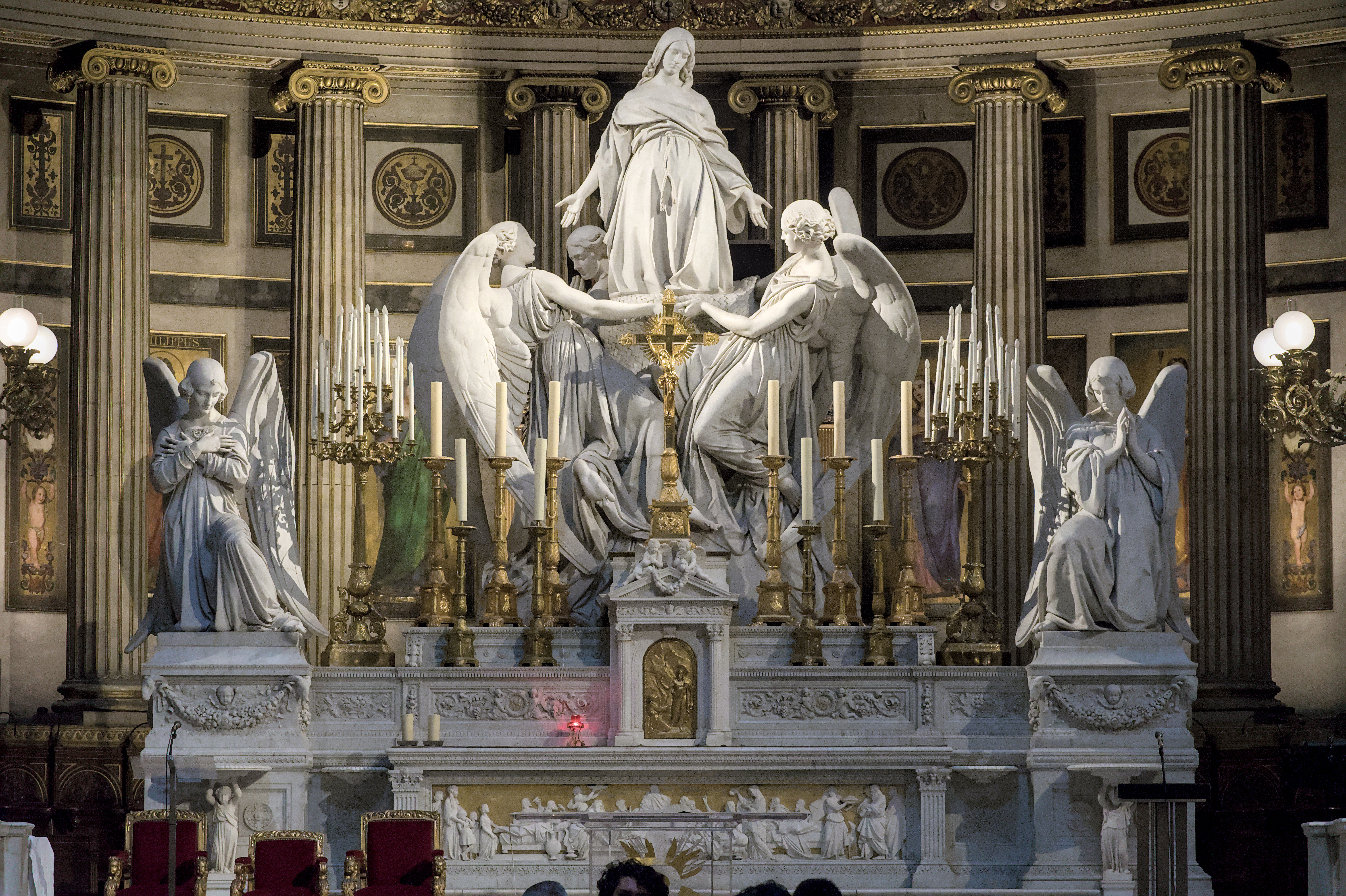
Алтарь церкви

История строительства церкви растянулась на 85 лет по причине политической нестабильности Франции в конце XVIII — начале XIX веков. Строительство началось в 1764 году под руководством архитектора Контана д’Иври при Людовике XV, в честь которого оформляли будущую площадь Согласия и её окрестности, и который самолично заложил первый камень будущей церкви. Первый проект архитектор разрабатывал по образцу церкви Святого Людовика в Доме инвалидов — крестообразное сооружение с куполом. После смерти д’Иври работы продолжил Кутюр, предложивший взять за образец здание Пантеона.
В 1790 году строительство было приостановлено из-за разногласий по поводу назначения здания. В 1806 году Наполеон поручил архитектору Виньону возвести зал славы Великой армии. Всё, что было построено до этого, было снесено. В 1814 году Людовик XVIII пожелал, чтобы возводившееся здание стало церковью памяти Людовика XVI и Марии-Антуанетты. В 1837 году администрация города планировала превратить здание в вокзал первой пассажирской железной дороги, соединявшей Париж и Сен-Жермен, но этим замыслам не было суждено осуществиться. В 1842 году церковь была достроена и освящена.
В 1920-е годы в церкви Мадлен под эгидой ватиканского Русского апостолата проводились грекокатолические церковные службы по русскому обряду. Первую литургию отслужил отец Александр Евреинов. В дальнейшем русские грекокатолики в Париже образовали отдельный приход Святой Троицы.

## Архитектура и внутреннее убранство
Император Наполеон Бонапарт распорядился воздвигнуть церковь имени особо почитаемой во Франции Марии Магдалины (завершившей свою земную жизнь на территории этой страны), но в ознаменование военных побед Великой армии, составивших славу Франции. За образец император повелел взять поразивший его в своё время так называемый Квадратный дом (Maison Carrée) в Ниме, на юге Франции. Тип римского храма ассоциировался с величием французской Империи. Однако Квадратный дом, построенный во времена императора Августа, представляет собой сравнительно небольшой по размеру, но на высоком подиуме псевдопериптер (здание с полуколоннами на боковых фасадах). Архитектор Виньон построил огромный периптер: 52 колонны коринфского ордера 20 м высотой. Размеры храма, под стать римским форумам, подавляют, что полностью согласуется с идеологией стиля ампир.
Скульптурная композиция главного фронтона — Страшный суд — создана Ф. Лемером в 1834 году. Символику церкви, раскрывающуюся в её названии памяти раскаявшейся грешницы, и в скульптурной программе, интерпретируют как намёк на цену, которую приходится платить за величие нации. Интерьер храма впечатляет ещё более, чем его фасад. Полутёмное пространство оформлено коринфской колоннадой, поддерживающей цилиндрические своды, напоминающие своды древнеримских терм. Своды чередуются с тремя куполами, в которых по примеру римского Пантеона сделаны круглые люкарны, или окулусы, — единственный источник дневного света. Апсида оформлена колоннадой амбулатория. Над главным алтарём — скульптурная композиция «Вознесение Марии Магдалины». Справа, в глубине нефа — «Коронование Девы» (скульптор Ж.-Ж. Прадье), слева — «Крещение Христа» (композиция Ф.Рюда).